# ۴۵ سال
۴۵ سال (انگلیسی: 45 Years) یک فیلم بریتانیایی در سبک درام به کارگردانی اندرو هیگ است که در سال ۲۰۱۵ منتشر شد. این فیلم در بخش مسابقه اصلی شصت و پنجمین جشنواره بین‌المللی فیلم برلین شرکت داشت.
داستان فیلم: زن و شوهری که در شرف ۴۵ امین سالگرد ازدواج خود هستند نامه‌ای غیرمنتظره را دریافت می‌کنند که خبر از تغییر در زندگی آنها می‌دهد…